# Lakhdar Bouyahi
Lakhdar Bouyahi (en árabe: لخضر بوياحي‎; Argel, Argelia francesa, 21 de enero de 1946 - 24 de enero de 2025) fue un futbolista argelino que jugó en la posición de defensa.

## Carrera

### Club
Jugó toda su carrera con el NA Hussein Dey de 1966 a 1976, fue campeón nacional en una ocasión y finalista de la Copa de Argelia en 1968.

### Selección nacional
Debutó con Argelia el 22 de marzo de 1967 en una derrota por 0-1 ante Hungría y su último partido fue el 23 de mayo de 1971 en una derrota por 0-7 ante Unión Soviética. Jugó en siete ocasiones con la selección nacional y anotó un gol; participó en los Juegos Mediterráneos de 1967 y la Copa Africana de Naciones 1968.

## Logros
- Campeonato Nacional de Argelia (1): 1966/67